# Бунт в женской тюрьме города Тамара
20 июня 2023 года в Женском центре социальной адаптации Cefas (который является женской тюрьмой), расположенной в городе Тамара в Гондурасе, вспыхнул тюремный бунт. Предполагается, что бунт стал следствием многолетнего конфликта между членами банд Mara Salvatrucha и 18th Street gang. 46 заключённых погибли: некоторые из жертв были застрелены, часть получила смертельные ножевые ранения, большинство (по меньшей мере 25 женщин) погибли в пожаре, возникшем в результате поджога. Кроме того, более 7 заключённых госпитализированы. 
Женский центр социальной адаптации Cefas — женская тюрьма, расположенная в Тамаре (департамент Франсиско-Морасан), примерно в 20 километрах от столицы Гондураса. В тюрьме содержалось около 800 заключённых, что вдвое превышало ее номинальную вместимость. Тюрьма была постоянным местом конфликта между бандами. За годы, предшествовавшие беспорядкам, количество инцидентов с применением насилия в тюрьме росло; в 2020 году в учреждении впервые были зарегистрированы убийства.
Президент Гондураса Сиомара Кастро заявила, что шокирована этим чудовищным происшествием, указав, что оно произошло при попустительстве силовых структур.